# Casa de la poesía
La Casa de la Poesía del estado Zulia "Mercedes Bermúdez de Belloso", en Maracaibo (Venezuela), fue una fundación sin fines de lucro dedicada a la difusión, rescate e investigación de los poetas y escritores en general de la región zuliana, el país, latinoamericanos y universales.
Desarrolla múltiples actividades como recitales, peñas literarias, talleres, charlas, círculos de lectura, etc., tanto en su sede como en escuelas, liceos y comunidades en general; también ha implementando una política editorial para los jóvenes poetas, inéditos y aquellos a quienes se les dificultan sus publicaciones por asuntos económicos.